# Оператор эволюции
Оператор эволюции (генератор эволюции во времени)— оператор в квантовой механике, заданный на гильбертовом пространстве, который переводит состояние системы из начального момента времени в любой другой.

## Связь оператора эволюции с оператором Гамильтона
Оператор эволюции связан с оператором Гамильтона следующими формулами:
| {\displaystyle {\hat {S}}(t,t_{0})=T\left\{\exp \left({-{\frac {i}{\hbar }}\int _{t_{0}}^{t}H(t')\,dt'}\right)\right\},t>t_{0}} |
| {\displaystyle {\hat {S}}(t,t_{0})={\overline {T}}\left\{\exp \left({{\frac {i}{\hbar }}\int _{t}^{t_{0}}H(t')\,dt'}\right)\right\},t<t_{0}} |
где {\displaystyle T,{\overline {T}}} — операторы упорядочивания и анти-упорядочивания по времени.
В частности, если гамильтониан не зависит от времени, то оператор эволюции имеет вид:
| {\displaystyle {\hat {S}}(t,t_{0})=e^{-i{\hat {H}}(t-t_{0})/\hbar }} |

## Свойства оператора эволюции
1. {\displaystyle {\hat {S}}(t_{2},t_{1})} — унитарный оператор.
2. {\displaystyle {\hat {S}}(t_{3},t_{2}){\hat {S}}(t_{2},t_{1})={\hat {S}}(t_{3},t_{1}),\forall \,t_{1},t_{2},t_{3}}.
3. {\displaystyle {\hat {S}}(t,t_{1}){\hat {S}}(t_{1},t)={\hat {I}},\forall \,t_{1},t}, где {\displaystyle {\hat {I}}} — единичный оператор.

## Вывод соотношения между оператором эволюции и гамильтонианом
Согласно постулатам квантовой механики чистое состояние системы описывается вектором из гильбертова пространства {\displaystyle |\Psi \rangle }. Введём оператор {\displaystyle {\hat {S}}(t,t_{0})}, который действует по правилу:
{\displaystyle {\hat {S}}(t,t_{0})\left|\Psi (t_{0})\right\rangle =\left|\Psi (t)\right\rangle }.
Введённый оператор должен быть унитарным, чтобы нормировка вектора состояния сохранялась во времени.
В представлении Шрёдингера вектор состояния удовлетворяет уравнению Шрёдингера:
{\displaystyle {\hat {H}}(t)\left|\Psi (t)\right\rangle =i\hbar {\partial  \over \partial t}\left|\Psi (t)\right\rangle ,}
где {\displaystyle {\hat {H}}(t)} — оператор Гамильтона.
Если гамильтониан не зависит от времени, то {\displaystyle \left|\Psi (t)\right\rangle =e^{-i{\hat {H}}(t-t_{0})/\hbar }\left|\Psi (t_{0})\right\rangle } — является решением уравнения Шрёдингера. Отсюда следует, что оператор эволюции имеет вид:
{\displaystyle {\hat {S}}(t,t_{0})=e^{-i{\hat {H}}(t-t_{0})/\hbar }}.
Теперь пусть оператор Гамильтона зависит от времени и пусть {\displaystyle t_{0}<t}. Тогда разобьём рассматриваемый промежуток времени на интервалы {\displaystyle (t_{n},t_{n+1})} и будем считать, что в каждом из этих интервалов оператор Гамильтона постоянен {\displaystyle {\hat {H}}(t)={\hat {H}}(t_{n})}, при {\displaystyle t_{n}<t\leq t_{n+1}}. Тогда в любой момент времени, согласно предыдущим рассуждениям, вектор состояния имеет вид:
{\displaystyle \left|\Psi (t)\right\rangle =e^{-i{\hat {H}}(t_{n})(t-t_{n})/\hbar }\left|\Psi (t_{n})\right\rangle =e^{-i{\hat {H}}(t_{n})(t-t_{n})/\hbar }\dots e^{-i{\hat {H}}(t_{1})(t_{2}-t_{1})/\hbar }e^{-i{\hat {H}}(t_{0})(t_{1}-t_{0})/\hbar }\left|\Psi (t_{0})\right\rangle }.
Теперь введём оператор упорядочивания по времени {\displaystyle T}, который действует по следующему правилу:
{\displaystyle T\{{\hat {H}}(t_{P(m)}){\hat {H}}(t_{P(m-1)})\dots {\hat {H}}_{P(1)}\}={\hat {H}}(t_{m}){\hat {H}}(t_{m-1})\dots {\hat {H}}(t_{1})}
при {\displaystyle t_{1}\leq t_{2}\leq \dots \leq t_{m}}, для любой перестановки {\displaystyle P(1,2\dots ,m)}.
С учётом этого волновую функцию можно написать в виде:
{\displaystyle \left|\Psi (t)\right\rangle =T\left\{e^{-i{\hat {H}}(t_{n})(t-t_{n})/\hbar }\dots e^{-i{\hat {H}}(t_{1})(t_{2}-t_{1})/\hbar }e^{-i{\hat {H}}(t_{0})(t_{1}-t_{0})/\hbar }\right\}\left|\Psi (t_{0})\right\rangle }.
Для коммутирующих операторов {\displaystyle {\hat {A}},{\hat {B}}} справедливо, что {\displaystyle e^{\hat {A}}e^{\hat {B}}=e^{{\hat {A}}+{\hat {B}}}}. Так как операторы под знаком T-упорядочивания коммутируют, то последнее переписывается в виде:
{\displaystyle \left|\Psi (t)\right\rangle =T{\Big \{}e^{-i\sum \limits _{i=0}^{n}{\hat {H}}(t_{i})\Delta t_{i}/\hbar }{\Big \}}\left|\Psi (t_{0})\right\rangle }.
При {\displaystyle n\rightarrow \infty } получаем, что
{\displaystyle \left|\Psi (t)\right\rangle =T{\Big \{}e^{-i\int \limits _{t_{0}}^{t}{\hat {H}}(t')dt'/\hbar }{\Big \}}\left|\Psi (t_{0})\right\rangle }.
Поэтому
{\displaystyle {\hat {S}}(t,t_{0})=T\left\{\exp \left({-{\frac {i}{\hbar }}\int _{t_{0}}^{t}H(t')\,dt'}\right)\right\},t>t_{0}}.
Теперь рассмотрим оператор {\displaystyle {\hat {S}}(t,t_{0})} при {\displaystyle t<t_{0}}. Это то же самое, если рассмотреть {\displaystyle {\hat {S}}(t_{0},t)} при {\displaystyle t_{0}<t}. Воспользуемся тем, что {\displaystyle {\hat {S}}(t_{0},t){\hat {S}}(t,t_{0})={\hat {I}}},
где {\displaystyle {\hat {I}}} — единичный оператор.
Тогда:
{\displaystyle \lim _{n\rightarrow 0}{\hat {S}}(t_{0},t)e^{-i{\hat {H}}(t_{n})(t-t_{n})/\hbar }\dots e^{-i{\hat {H}}(t_{1})(t_{2}-t_{1})/\hbar }e^{-i{\hat {H}}(t_{0})(t_{1}-t_{0})/\hbar }={\hat {I}}}
и непосредственной проверкой убеждаемся, что
{\displaystyle {\hat {S}}(t_{0},t)=\lim _{n\rightarrow 0}e^{i{\hat {H}}(t_{0})(t-t_{0})/\hbar }\dots e^{i{\hat {H}}(t_{n-1})(t_{n}-t_{n-1})/\hbar }e^{-i{\hat {H}}(t)(t-t_{n})/\hbar }={\overline {T}}\left\{\exp \left({{\frac {i}{\hbar }}\int _{t_{0}}^{t}H(t')\,dt'}\right)\right\},t>t_{0}},
где {\displaystyle {\overline {T}}} — оператор анти-упорядочивания по времени.